# Stadtkirche Michelstadt

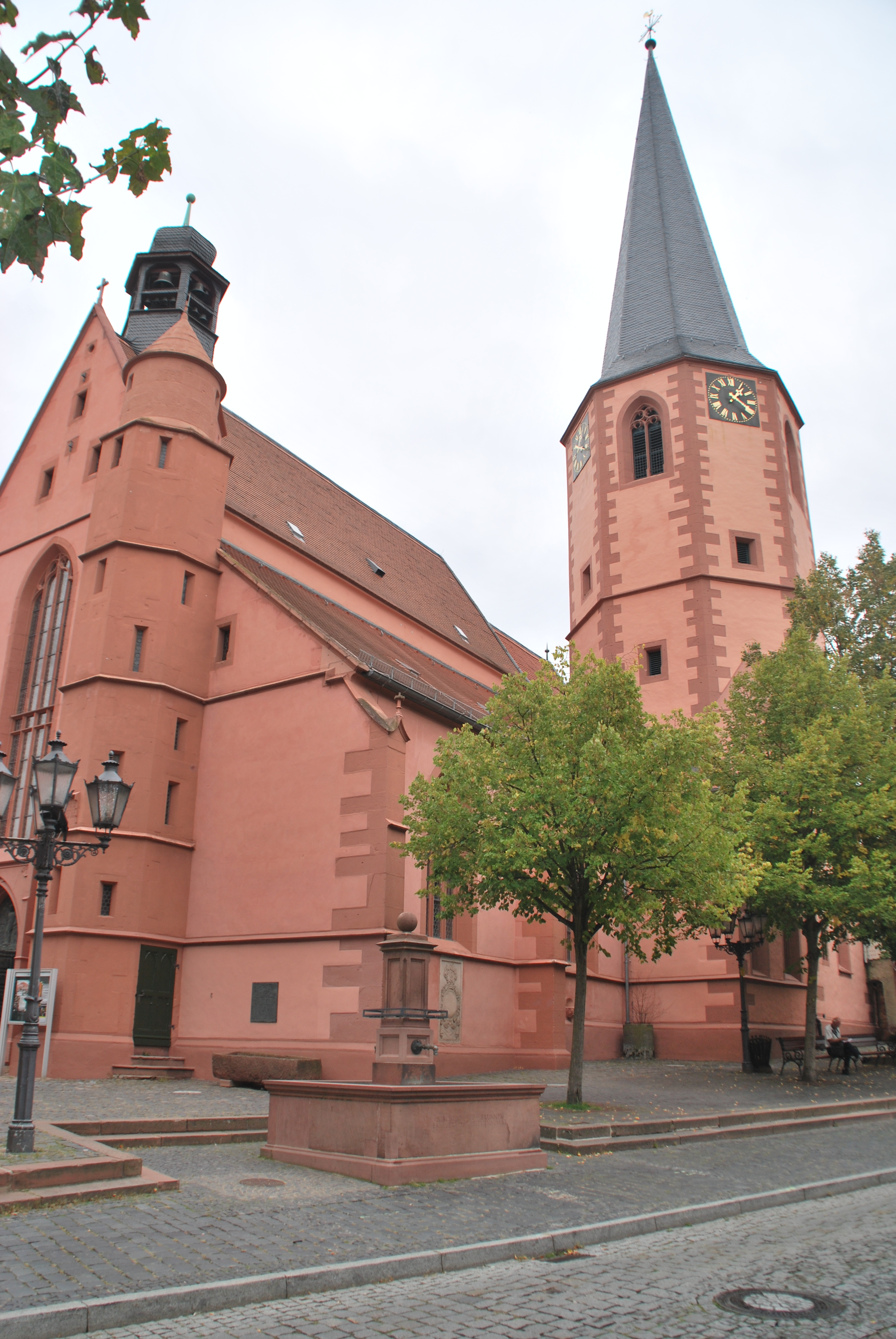
Stadtkirche Michelstadt

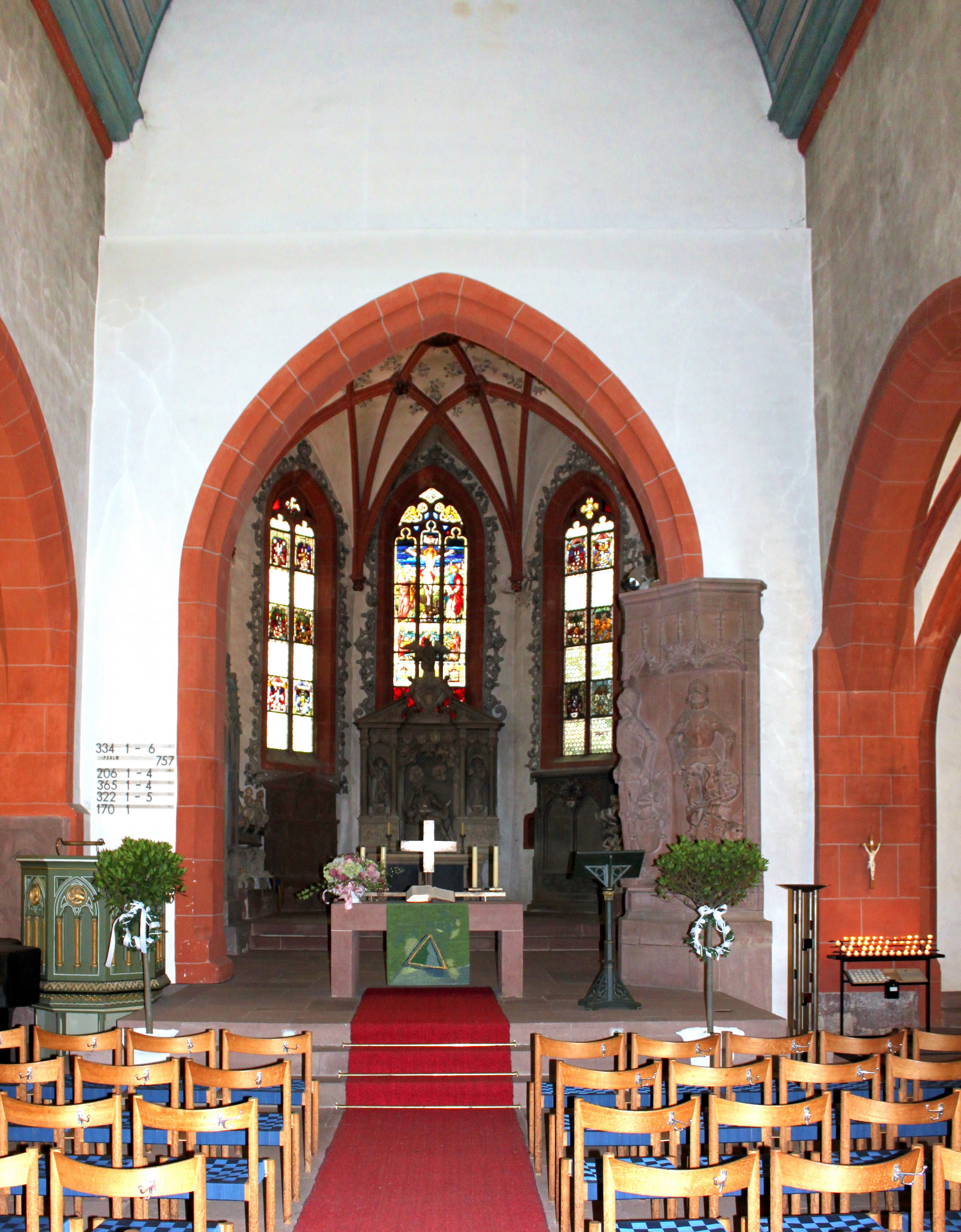
Blick durch das Mittelschiff zum Chor

Die Stadtkirche ist eine evangelische Kirche in Michelstadt. Sie entstand im Wesentlichen in der Spätgotik als pseudobasilikale Hallenkirche, enthält aber noch Teile eines karolingischen Vorgängerbaus. Schon das Vorgängergebäude war Grablege vieler Schenken und Grafen von Erbach. Bedeutend ist sie wegen der zahlreichen Grabdenkmäler vom Hochmittelalter bis zur Neugotik.
Die Kirchengemeinde gehört zum Dekanat Odenwald der Propstei Starkenburg der Evangelischen Kirche in Hessen und Nassau.

## Vorgängerbauten
Aus der Schenkungsurkunde über die Mark Michelstadt von Ludwig dem Frommen an Einhard, den Vertrauten und Biographen Karls des Großen, aus dem Jahr 815 geht hervor, dass sich in Michelstadt damals eine „modica basilica lignea“, also eine kleine hölzerne Kirche befand. Es wird angenommen, dass es sich bei diesem Bauwerk um eine Kirche handeln könnte, deren Bau auf das Wirken missionierender iroschottischer Mönche zurückgeht. Genannt wird der Hl. Kilian, der 689 im Würzburger Raum ermordet worden sein soll. Tatsächlich heißt der Bach, der in der Nähe der Stadtkirche nach einer längeren unterirdischen Strecke wieder zutage tritt, seit Jahrhunderten Kiliansfloss. Die hölzerne Kirche dürfte wohl zum Zeitpunkt der Übertragung der Mark Michelstadt an Bischof Burkhardt von Würzburg im Jahr 743 schon bestanden haben. Nach dem Fund eines Pfostenlochs bei Grabungen in den 1960er Jahren wurde auf eine Länge des rechteckigen hölzernen Baus von 10,60 Metern bei einer Breite von 7,60 Metern geschlossen.

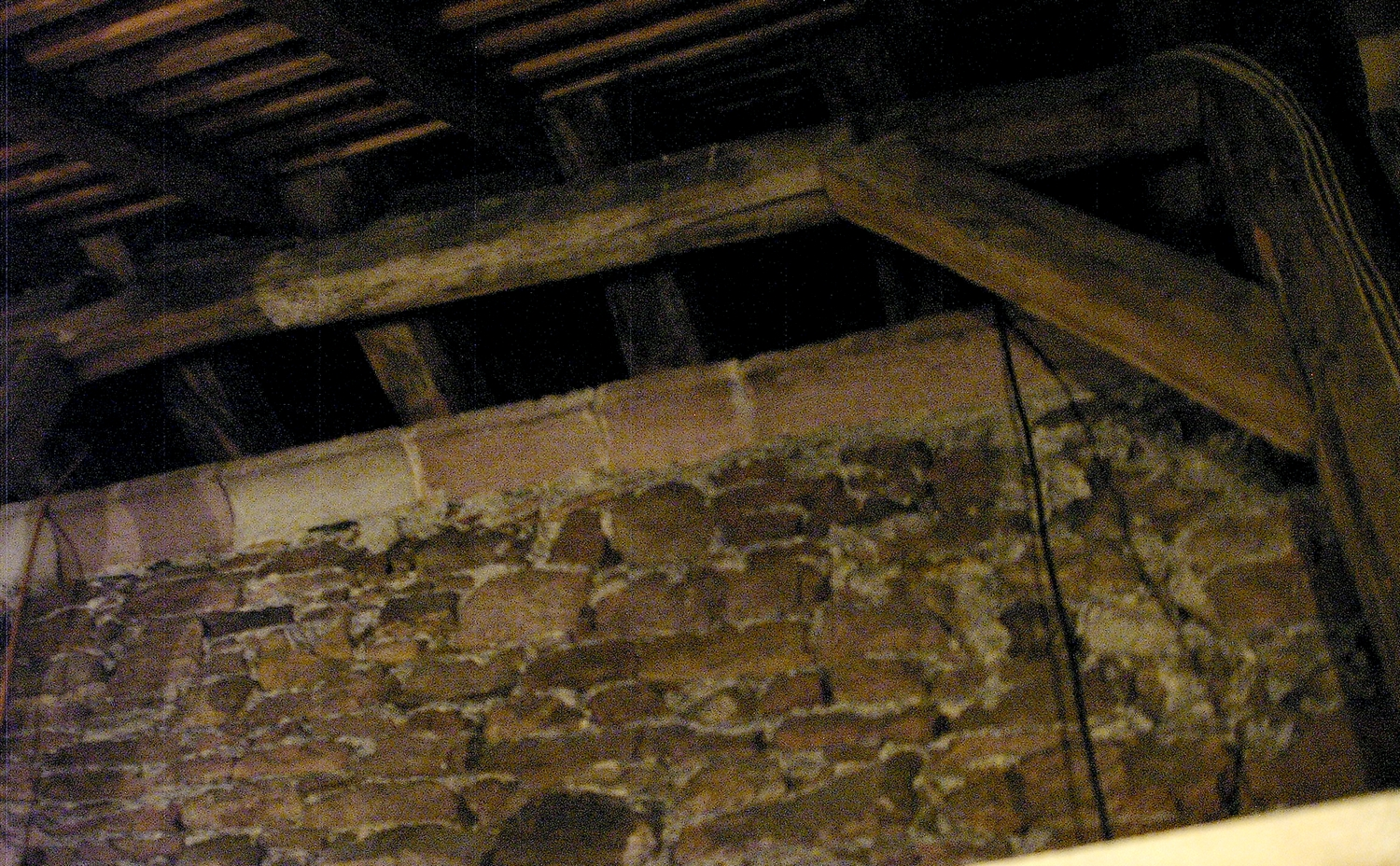
Dachgesims der karolingischen Chornordwand von außen, heute Nordwand des Vorchors und spätmittelalterlich überbaut

 Einhard ließ 821 diese hölzerne Kirche durch einen Steinbau ersetzen. Dieser Bau wurde quasi um die alte Holzkirche herumgebaut, möglicherweise diente der alte Bau als Gerüst für die Errichtung der neuen Steinkirche. Der karolingische Bau war ebenfalls rechteckig, verfügte aber bereits über einen separierten Chor. Seine äußere Länge maß inklusive des Chores 22,60 Meter bei einer äußeren Breite von 10,40 Metern. Reste dieses Baus wurden ergraben. Die Wand des nördlichen Vorchores ist neben den Mauerkernen der südlichen und nördlichen Triumphbogenansätze das einzige bis heute erhaltene aufgehende karolingische Mauerwerk.

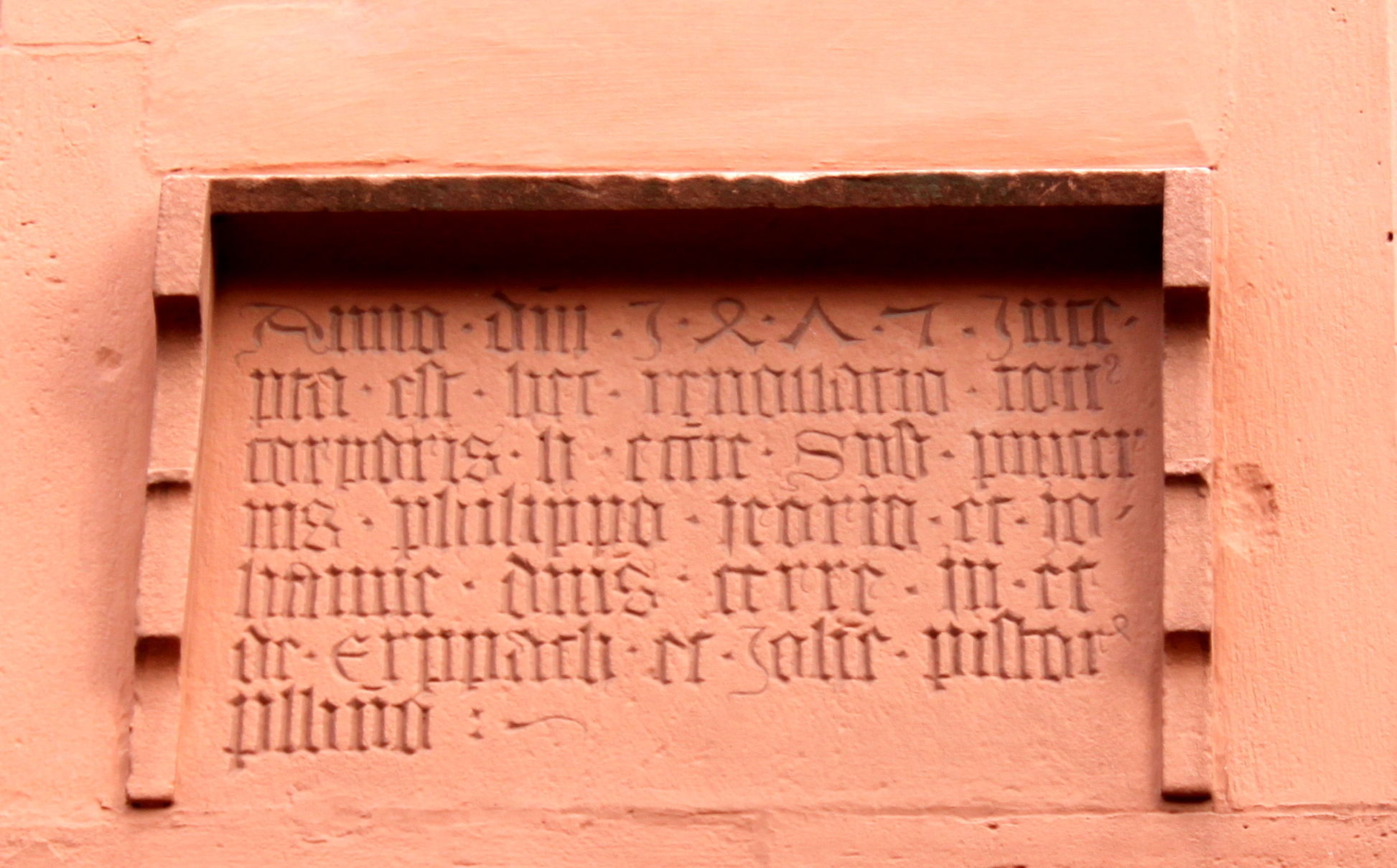
Die Inschrift von 1475 am Treppenturm der Westfassade

Veränderungen am karolingischen Bauwerk fallen in ottonische Zeit, etwa um das Jahr 1000. Der karolingische Chorraum wurde um eine halbrunde Apsis ergänzt und das Kirchenschiff auf der Westseite verlängert. Die Baumaßnahmen gingen zweifelsfrei auf die seit dem 10. Jahrhundert als Ortsgeistliche anwesenden Benediktinermönche zurück. Ihr Abt Gerbodo errichtete 951 in unmittelbarer Umgebung ein steinernes Haus für ihre Unterbringung. Aus dieser Zeit stammen die beiden links und rechts des Portales aufgestellten Steinsarkophage. In ihnen wurden bei der Auffindung noch die Gebeine der Bestatteten gefunden; es handelte sich um zwei Männer, der eine etwa 40 bis 45 Jahre alt, der andere erreichte ein Lebensalter von etwa 65 Jahren.

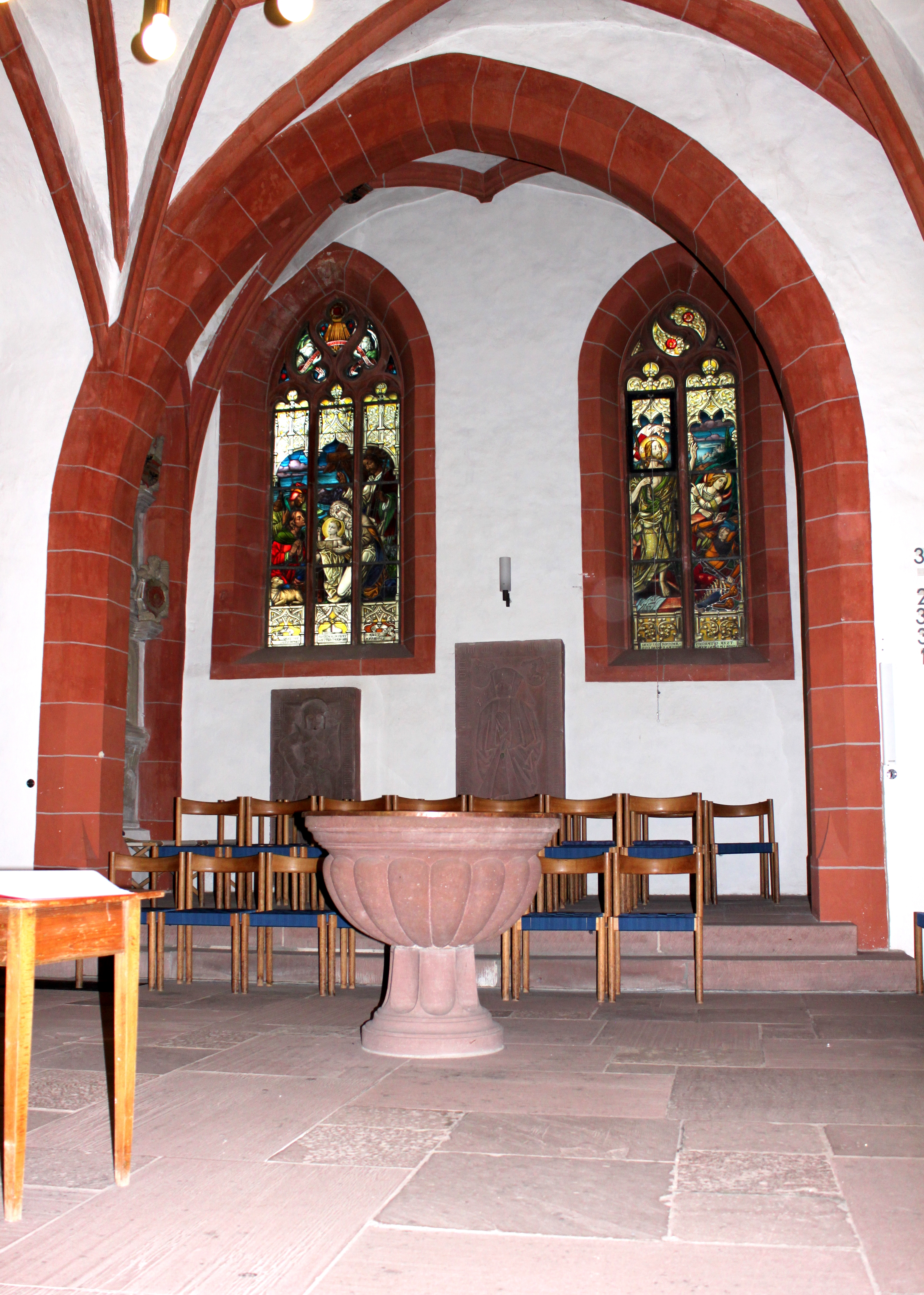
Blick in die Eberhardskapelle mit dem davor stehenden barocken Taufstein

## Baugeschichte
Die heutige Kirche erhielt ihre Gestalt in der Spätgotik. Davor lagen allerdings noch verschiedene frühere Baumaßnahmen, so die Errichtung nördlicher und südlicher Seitenschiffe und eines nordöstlichen Kapellenbaus. Dieser ist heute verschlossen, da er die gräfliche Gruft enthält (auf einem tieferen Niveau, über eine schmale Treppe zu erreichen). Die Kapelle wurde Ende des 14. Jahrhunderts errichtet. Die zuvor angefügten nördlichen und südlichen Seitenschiffe haben sich heute nicht erhalten oder wurden überbaut. Ebenfalls in dieser Zeit wurde der karolingische Chorraum teilweise sowie die ottonische Rundapsis niedergelegt und abermals durch eine schlichte Ostwand ersetzt.
Eine bedeutende Erweiterung erfuhr die Kirche ab 1461. Schenk Adolar zu Erbach begann in diesem Jahr mit der Neuerrichtung des Chores, so wie er sich heute darstellt. Am nordöstlichen Strebepfeiler des Chorraumes befindet sich bis heute die Inschrift: „Anno d(omini) m ccc lxi den ersten stei(n) dies chors hat geleit Schenk adolaris herre von Erpach“. Auch eine Sakristei könnte neugebaut und später mit dem Turm südöstlich überbaut worden sein.
An diese Baumaßnahme schlossen sich von etwa 1470 bis 1475 die völlige Neuerrichtung des südlichen Seitenschiffs sowie die Neuerrichtung des nördlichen Seitenschiffs an, etwa zeitgleich von 1472 bis 1475. Bauherren waren wohl der Bruder Schenk Adolars, Schenk Georg I. zu Erbach und Schenk Johannes IV. zu Erbach. Die Gewölbe beider Seitenschiffe sind in etwa gleich ausgeführt, typisch spätgotische Sternrippengewölbe, wobei das nördliche etwas einfacher ausfällt als das südliche. Schenk Philipp II. von Erbach schließlich beteiligte sich an den Kosten der ebenfalls in diese Zeit fallenden Errichtung des südwestlichen Treppenturms. Eine dort angebrachte Schrifttafel gibt Auskunft über die Erneuerung der Kirche durch die genannten Schenken. 1475 wurde die Bautätigkeit vorübergehend eingestellt, die Gründe sind unbekannt. Die Westfassade war 1475 erst bis kurz unterhalb des heutigen zweiten Gesimses ausgeführt. Es ist auch nicht geklärt, ob das Mittelschiff jemals überwölbt worden ist. Die Westfassade wurde u. a. durch den bekannten Baumeister Konrad von Mosbach ausweislich des Meisterzeichens im Schild der Giebelspitze erst 1490 fertiggestellt. In diesem Jahr wurde die Kirche auch geweiht. Am nördlichen Strebepfeiler des Westgiebels findet sich erneut die Jahreszahl 1490, versehen mit einem nicht genau zuzuordnenden Meisterzeichen, eventuell eines Sohnes des Konrad von Mosbach.
Die ursprünglichen Planungen zur Errichtung des Turmes an der Südwestecke wurden wohl aufgegeben. Das mag mit den Sichtverhältnissen nach der Fertigstellung des Michelstädter Rathauses 1484 zusammenhängen. Er wurde nunmehr unter Niederlegung der vermuteten Sakristei an der südöstlichen Ecke der Kirche bis 1507 ausgeführt. Eine lateinisch abgefasste Inschrift aus diesem Jahr gibt Auskunft darüber; sie lautet in der Übersetzung: Dem allerhöchsten Gott, dem allervortrefflichsten großen Erzengel Michael und dem hl. Kilian zu Ehren ist dieses Baues Grund gelegt unter Papst Julius, Maximilianus, römischer Kaiser, Erzbischof Jakobus zu Mainz, Eberhard und Valentin, Freien Herren und Herren zu Erpach und Bickenbach, Vettern, da Theodorikus Ribeysen Pfarrer war. Im Jahre des Heils 1507 am ersten April. Die Vollendung des Turmes zog sich bis 1537 noch Jahre hin. Erste Glocken wurden ab 1535 gegossen.
Die nächste Erweiterung war der Anbau der Eberhardskapelle zwischen dem Glockenturm und dem äußeren östlichen Strebepfeiler des südlichen Seitenschiffes. Auch diese Kapelle wurde mit einem Rippengewölbe versehen. Im Schlussstein findet sich ein Allianzwappen Erbach/Wertheim. Bedeutend ist der Schlussstein, weil er das Meisterzeichen des bekannten Baumeisters Moritz Lechler enthält.

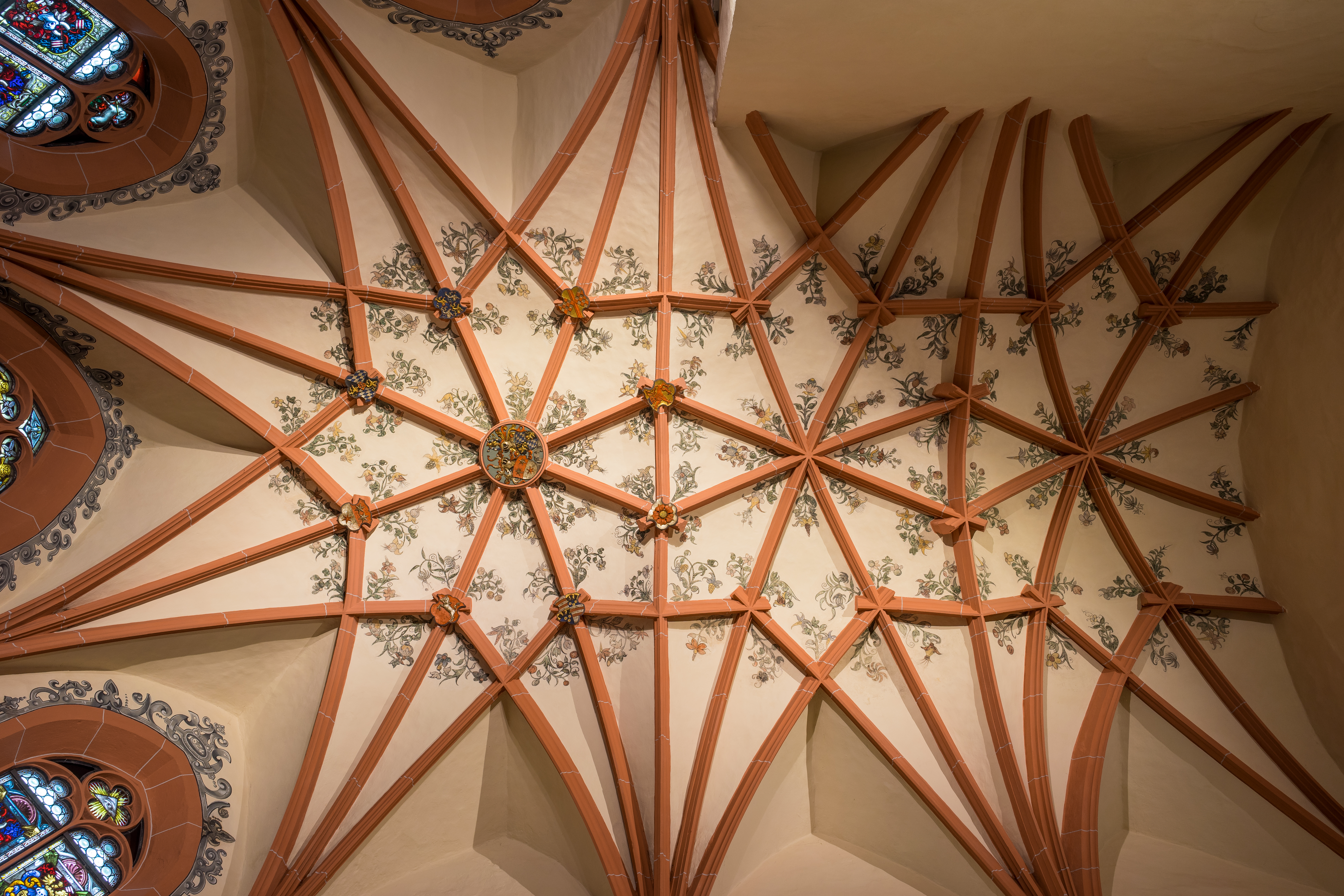
Das Kreuzrippengewölbe des Chors von 1543

 Der Chor wurde im folgenden Jahr, 1543, ebenfalls durch Moritz Lechler neu überwölbt. Statische Probleme hatten sich bereits zuvor durch die Niederlegung der Sakristei zugunsten des Neubaus des Turmes ergeben. Der Chor behielt die nördliche (karolingische) Mauer, nur die südliche wurde weitgehend abgetragen. Das Chorgewölbe ruht auf mit Wappen verzierten Konsolsteinen. Für die Ausführung wählte er ein Kreuzrippengewölbe, die Kreuzungen sind jeweils mit Wappensteinen verziert. Für seine Tätigkeit erhielt er nach dem überlieferten Vertrag 245 Gulden und 10 Malter Korn.
Insgesamt finden sich für die Bautätigkeit von 1461 bis 1543 Steinmetzzeichen von 41 Meistern.
Die letzten größeren Instandsetzungsarbeiten fanden in den Jahren 1909/10 statt (umfassende Innenrestaurierung). Die Ausmalung schufen Rudolf und Otto Linnemann aus Frankfurt.
Eine Außen- und Innenrenovierung wurde von 1964 bis 1969 vorgenommen, ein neuer Außenanstrich wurde 1990 angebracht und von 2006 bis 2012 wurden der Dachstuhl und das Innere renoviert.

## Ausstattung

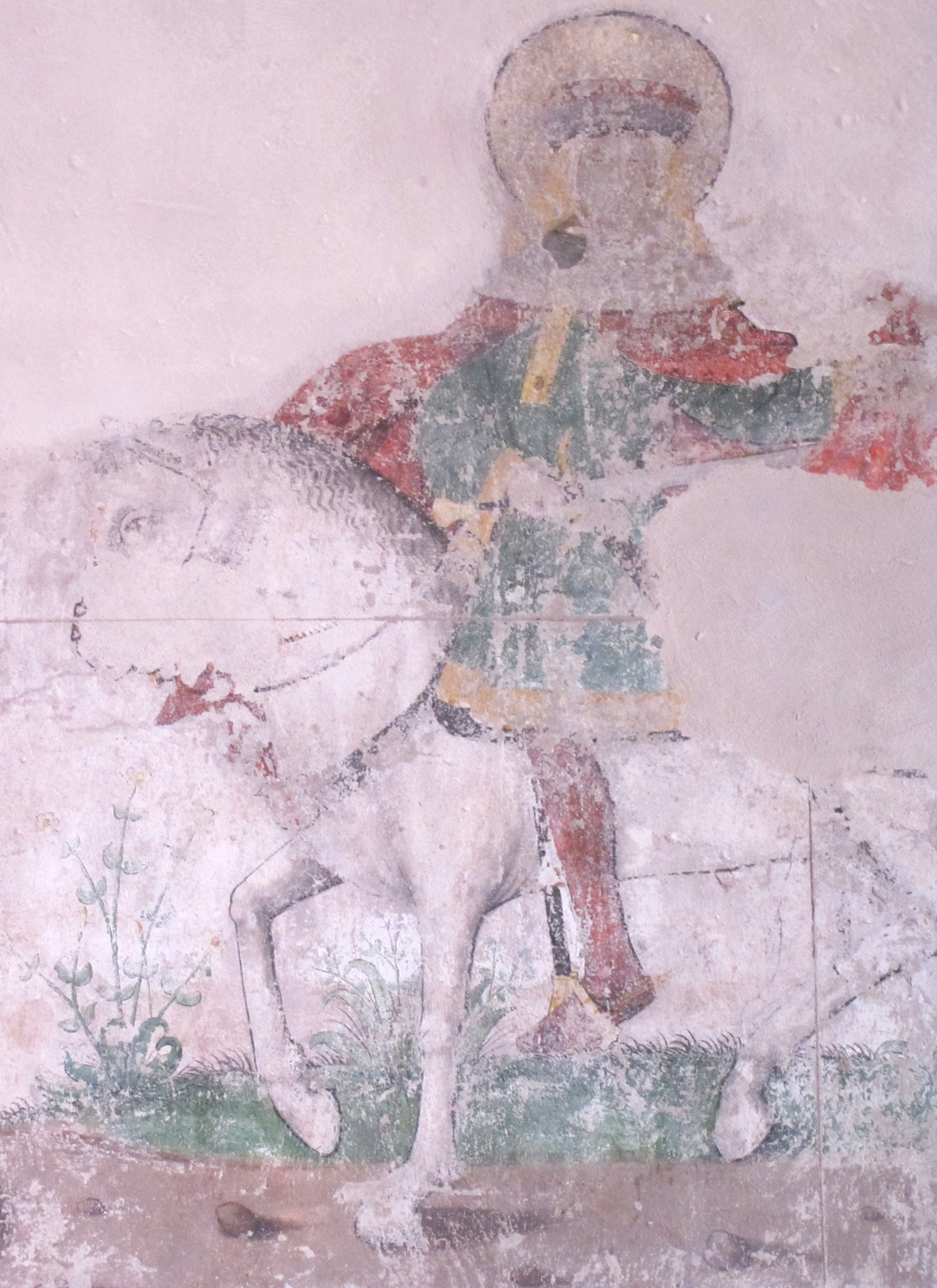
Fresko des heiligen Martin

Die Raumfassung wurde nach altem Befund rekonstruiert. Von der spätmittelalterlichen Ausstattung der Stadtkirche sind nur noch ein fragmentarisches Fresko des heiligen Martin und eine Sakramentsnische im Chor zu sehen. Feine Blumenranken zieren das auf 1543 datierte Netzgewölbe des Chors, dessen Fenster mit gemaltem Rollwerk im Stil der späten Renaissance (datiert 1624) umrahmt sind. Die intensivfarbigen Glasfenster stammen aus dem frühen 20. Jahrhundert; sie gehen auf Stiftungen ortsansässiger Familien und Vereine zurück. Der barocke Taufstein, der sich bei den Renovierungen als Blumenkübel genutzt im Pfarrgarten wiederfand, wurde 1969 nach Entwürfen von Otfried Rau um den fehlenden Sockelstein ergänzt. Da das Kirchspiel Michelstadt bis nach dem Zweiten Weltkrieg viele Dörfer umfasst hatte, wurden ab 1669 zahlreiche Emporen eingebaut, um den Gläubigen ausreichend Platz zu bieten. Sie sind während der 1910 abgeschlossenen Renovierung entfernt worden. Dafür wurde im Westen eine geräumige Empore neu gebaut, die seit 1969 die Orgel trägt. Die neugotische Kanzel befand sich eine Zeitlang in der alten Friedhofskapelle, wurde aber in den 1990er Jahren restauriert und in die Stadtkirche zurückgeholt. 1733 ist im Mittelschiff dem Geschmack der Zeit folgend eine Spiegeldecke eingezogen worden, die 1747 gekehlt wurde, d. h. die Übergänge zwischen den Seitenwänden und der flachen Decke wurden rundlich ausgestaltet. Die Decke hatte sichtbaren Bestand bis 1969. In diesem Jahr wurde unter ihr die heutige Spitztonne aus Holz eingezogen.

### Grabdenkmäler
In den Jahrhunderten der Geschichte dieser Kirche wurde das östliche und nördliche Gelände außerhalb der Kirche und auch die Kirche selbst als Friedhof bzw. als Grablege des gräflich Erbachischen Hauses genutzt. Die letzte Beisetzung auf dem Michelstädter Kirchhof wurde am 1. August 1791 vorgenommen. Insgesamt fanden sich bislang 92 Grabdenkmale, von denen heute noch 66 erhalten sind und sowohl innerhalb der Kirche an den Wänden der Seitenschiffe und des Chores als auch an der nördlichen Außenmauer eingelassen sind. Fragmente weiterer Grabsteine befinden sich in den Sammlungen des Odenwaldmuseums Michelstadt.

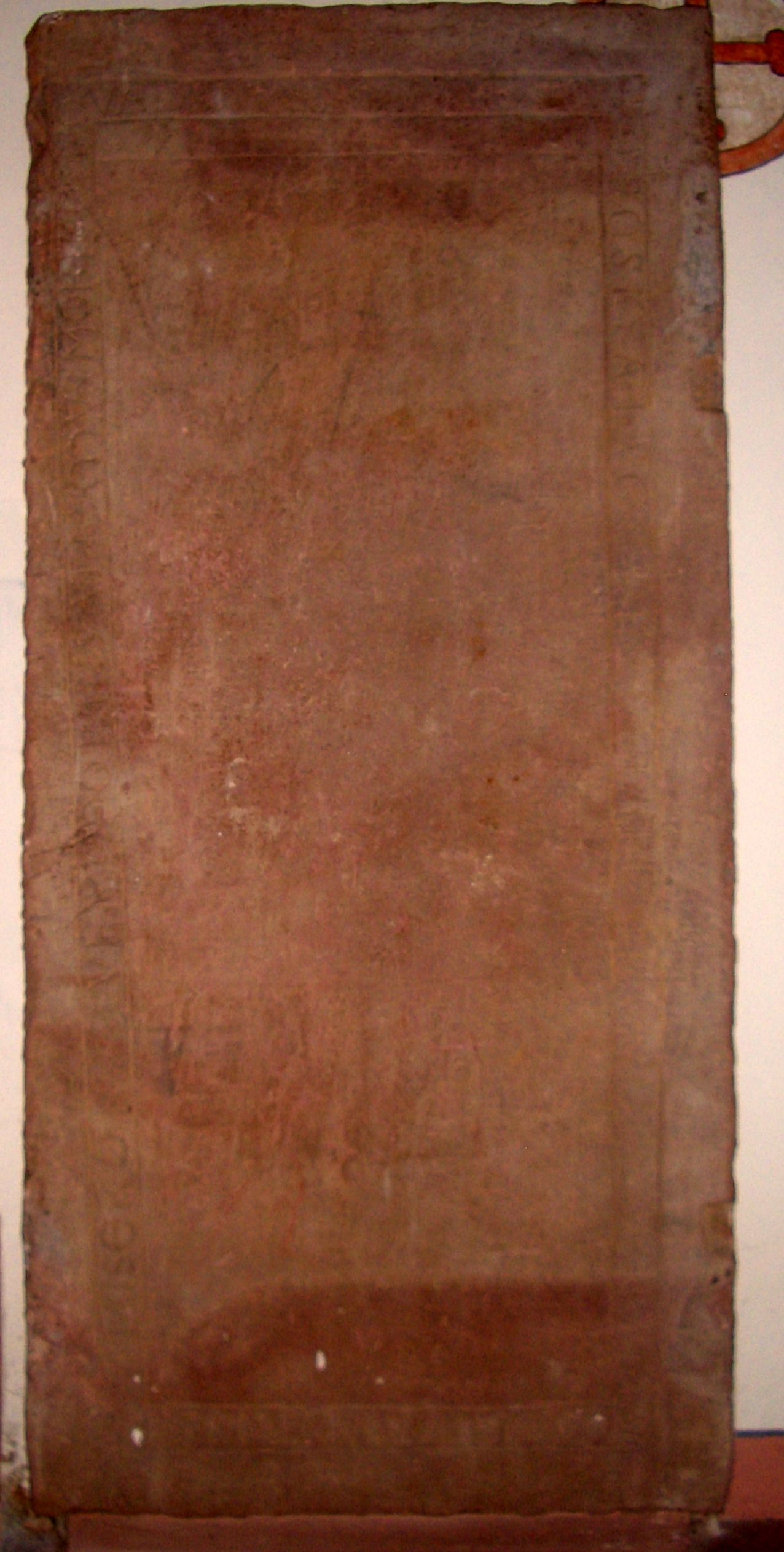
Grabplatte der Judda, älteste Grabplatte in der Stadtkirche

Als kunstgeschichtlich besonders bedeutsam gelten die folgenden:
(Nikitsch, Nr. 13): Die Grabplatte der Judda befindet sich unmittelbar links des Hauptportals. Sie wurde zwischen dem Ende des 11. und der Mitte des 12. Jahrhunderts geschaffen. Die umlaufende Inschrift lautet: +SVB TVMVL/O POSITA IACET HIC PIA FEMINA IUDDA – VIRTVTV(M) / MORV(M) – PROBITAS SPES / ET MISERORV(M) – QVE – MODO – PAUSAT HVM(AN)VS MORIT(URQUE) NO(N) / VALIDIS. (Übersetzt: „Hier unter diesem Grabmal liegt die fromme Frau Judda beerdigt, rechtschaffen an Tugenden und Sitten war sie die Hoffnung der Armen. So stirbt der Mensch, geht zugrunde und verdorrt.“). Die Grabplatte gilt als kunstgeschichtlich bedeutend, weil sie in ihrer Art äußerst selten ist. Ihre Rückseite wurde wieder verwendet, möglicherweise für das Grabmal eines Ritters von Hochheim, gestorben 1209 (Nikisch, Nr. 47). Als diese Tatsache entdeckt wurde, wurde die Platte längs durchgesägt. Es handelt sich um den ältesten Grabstein, der in der Stadtkirche erhalten blieb.
(Nikitsch, Nr. 30): Links der großen Holztür zur Gruftkapelle (unzugänglich) ist die Grabplatte von Heinrich I. Schenk von Erbach aufgestellt worden, ursprünglich war sie im Boden über seinem Grab verlegt. Sie zeigt den 1387 verstorbenen Schenken, der in voller Figur in einen Dreipass eingepasst ist. Gleichfalls in tiefem Relief darüber eine Verkündigungsszene, in flacherem Relief in den Ecken die Symbole der vier Evangelisten. Der verbleibende Raum ist mit eingeritzten Ornamenten gefüllt, die umlaufende Inschrift nur etwa zur Hälfte ausgeführt. Möglicherweise war früher eine Ergänzung aufgemalt.
Im Chor finden sich weitere bedeutende Grabdenkmäler. Sie wurden bei der 2012 abgeschlossenen Innenrenovierung teilweise umgestellt oder renoviert:

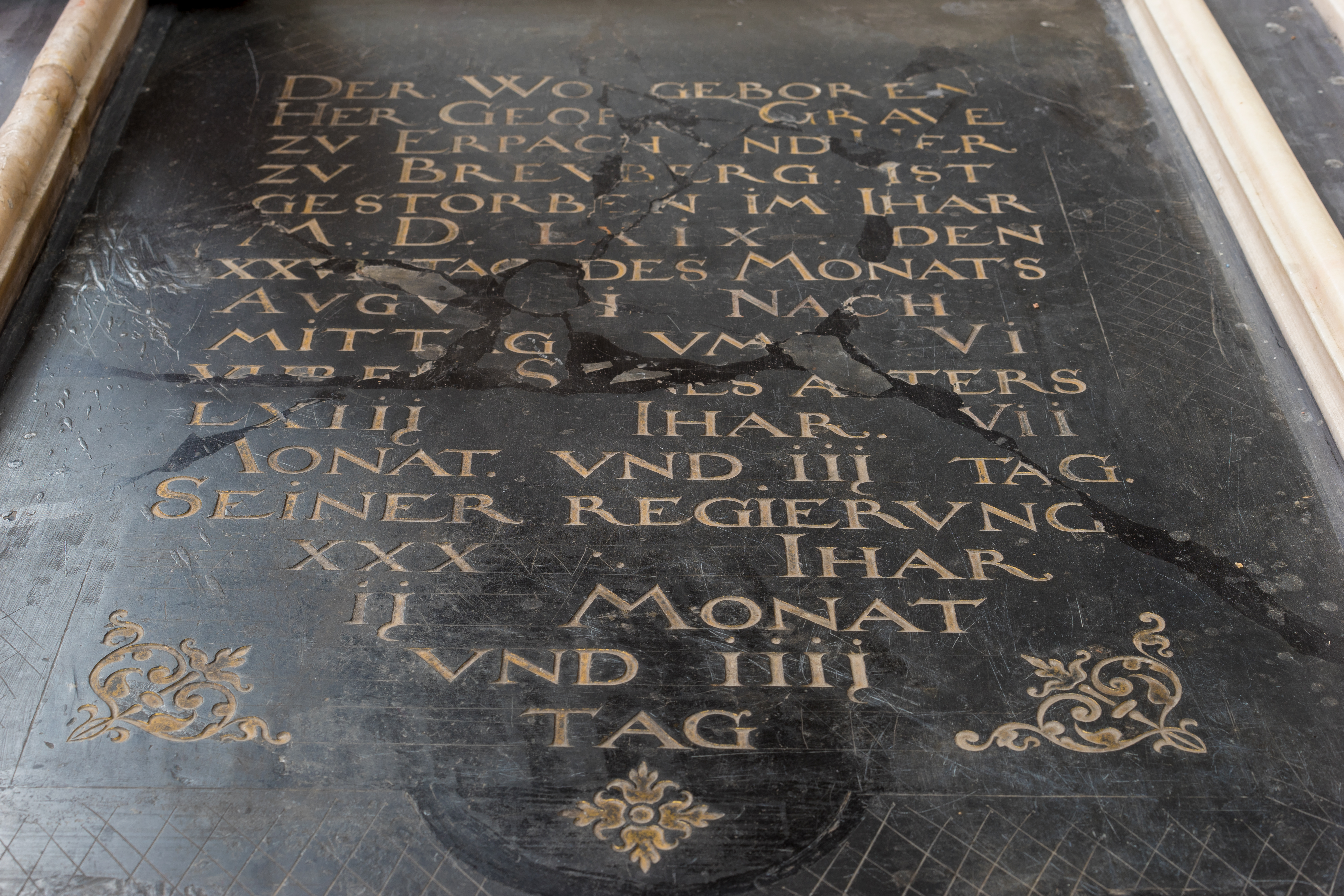
Inschrift der Tumba für Georg II. von Erbach
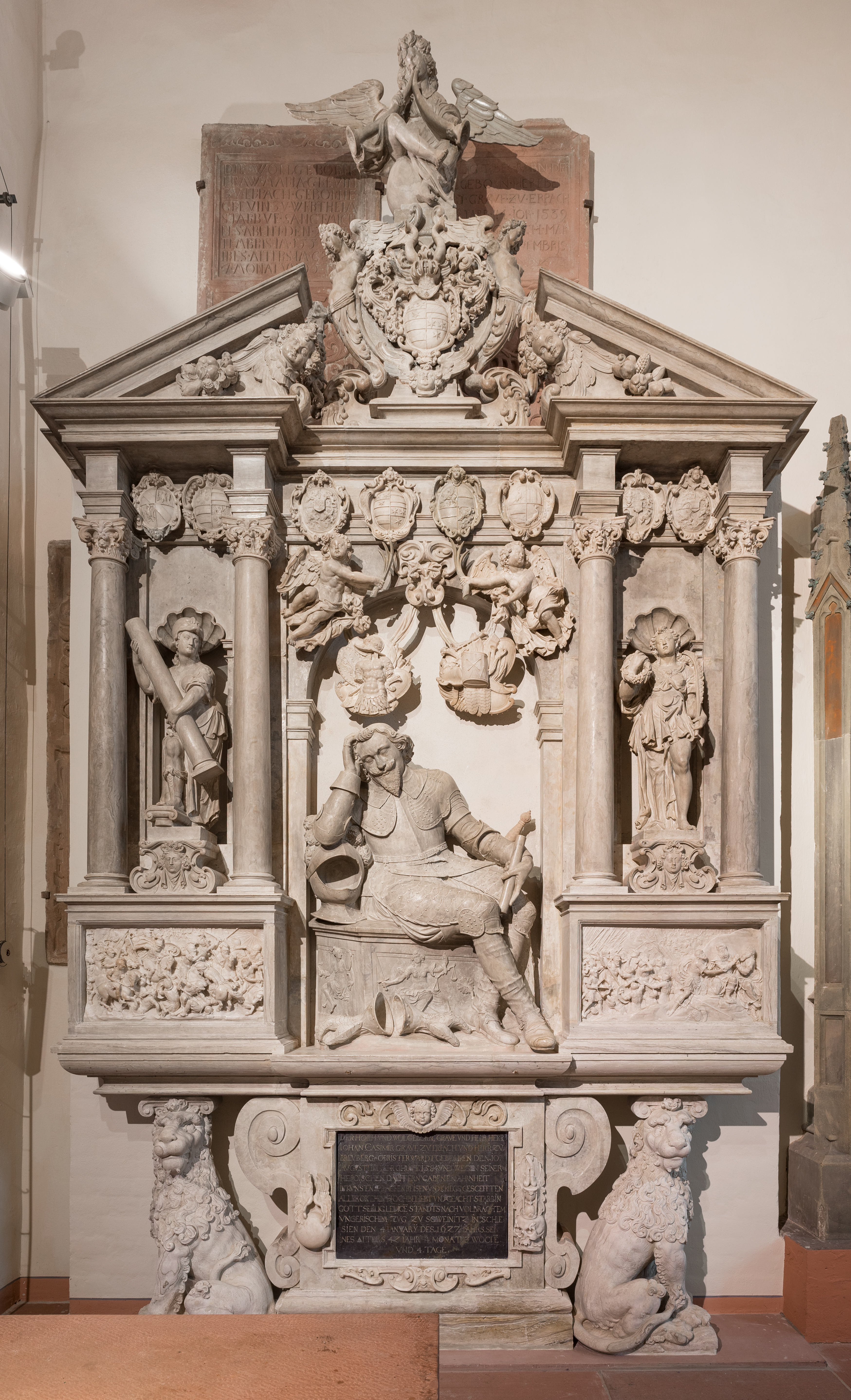
Epitaph für Johann Casimir von Erbach
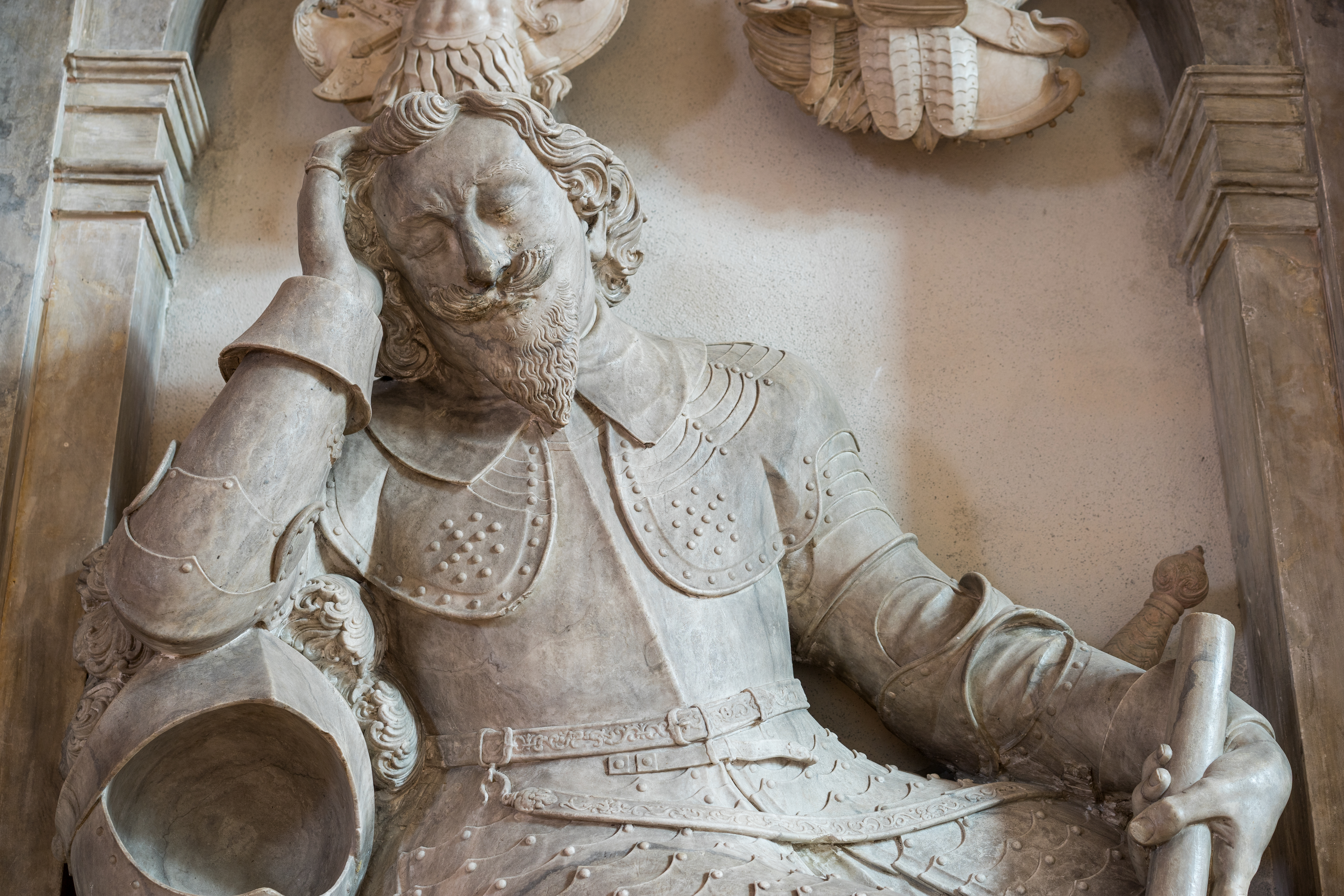
Detail: Sitzfigur von Graf Johann Casimir
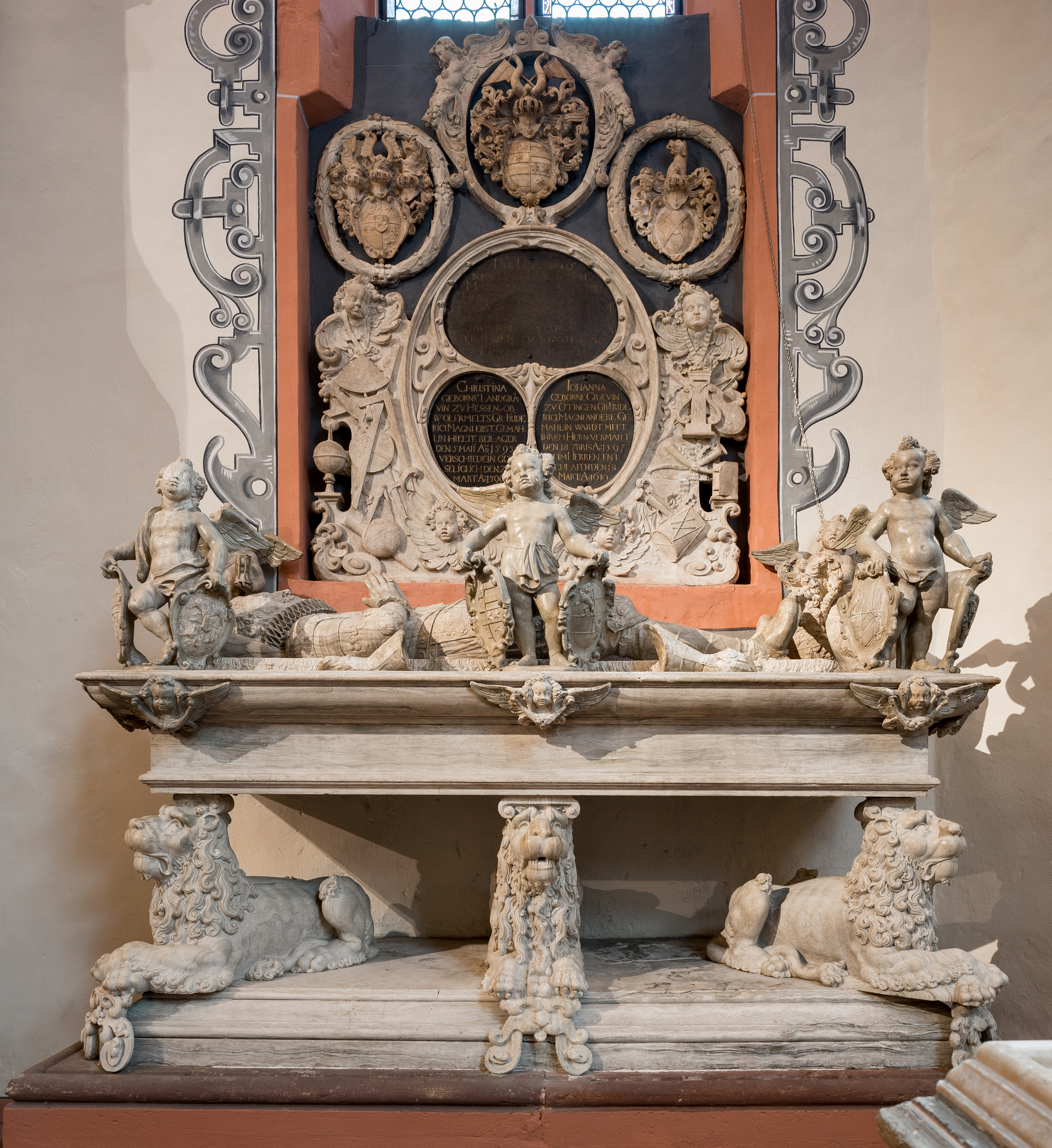
Epitaph für Friedrich Magnus von Erbach
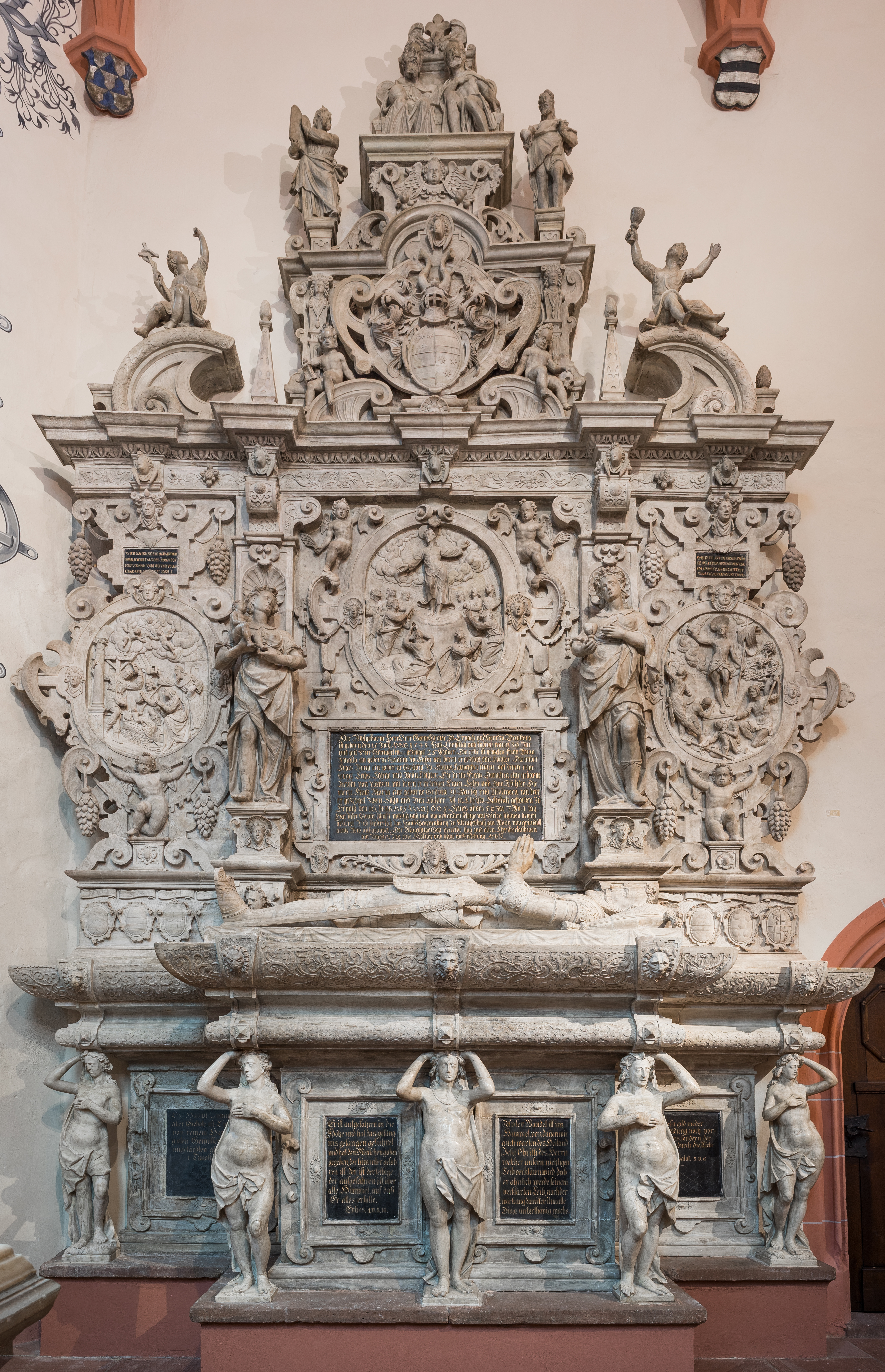
Epitaph für Graf Georg III. von Erbach
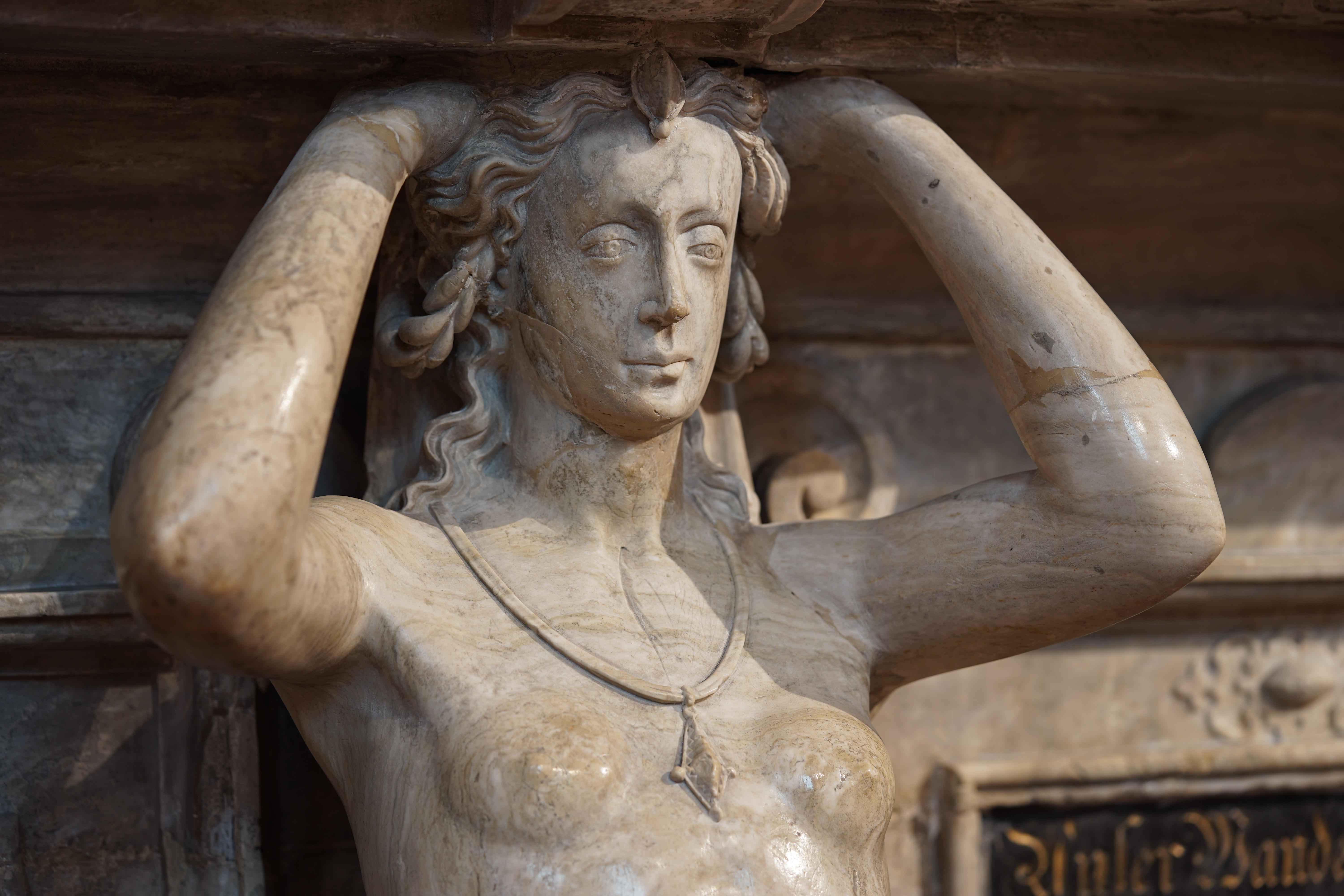
Detail: Eine der Karyatiden am Sockel

(Nikitsch, Nr. 46): Der Chorraum wird in der Mitte von der Tumba für Graf Georg II. von Erbach und seine Frau, Pfalzgräfin Elisabeth von Pfalz-Simmern beherrscht. Das Ehepaar war in mehrfacher Hinsicht von Bedeutung, was sich in seinem Grabmal und in der Ausstattung des Chors insgesamt niedergeschlagen hat: die Schenken von Erbach waren zwar eine alte und angesehene Familie, der Aufstieg in den Hochadel gelang aber erst Eberhard XIII., der von Kaiser Karl V. 1532 den Titel eines Grafen erhielt. Sein Sohn Georg II. konnte 1535 eine dem neuen Rang gemäße Eheverbindung mit Pfalzgräfin Elisabeth eingehen, deren Vater den Titel eines Herzogs führte und einer Nebenlinie der pfälzischen Kurfürsten angehörte. (Ihr Bruder Friedrich wurde später sogar selbst Kurfürst und gehörte damit zu den mächtigsten Fürsten Deutschlands.) Nach einem Einsturz des ersten Gewölbes des Chorraums ließen Georg und Elisabeth das bestehende Sterngewölbe einbauen, das im Zentrum ihre Wappen zeigt, die von den kleineren ihrer Vorfahren umgeben sind. Die Wappen der seitlichen Glasfenster beziehen sich ebenfalls auf die Familien von Georg und Elisabeth; es handelt sich um Kopien, denn die Originale sind 1805 in den „Rittersaal“ von Schloss Erbach verbracht worden. Während der Regierungszeit von Georg II. wurde in der Grafschaft die Reformation offiziell eingeführt, weshalb es sehr sinnhaftig ist, dass die Tumba auch als Altar genutzt werden kann. Das Grabdenkmal hatte im Laufe der Jahrhunderte gelitten und wurde 1969 nach Kupferstichen des 18. Jahrhunderts rekonstruiert. Es besteht aus Tuffstein; die Platten mit eingravierten Bibelversen sind aus Schiefer.
(Nikitsch, Nr. 40): An der nördlichen Wand des Vorchors hat das Grabmal des Grafen Johann Casimir von Erbach einen neuen Platz gefunden. Er starb am 4. Januar 1627 in Schlesien, sein Leichnam wurde nach Michelstadt überführt. Das prächtige Epitaph, geschaffen von Michael Kern, ist aus Alabaster hergestellt und mit zahlreichen Allegorien verziert, die auf Johann Casimirs kriegerische Karriere anspielen, die er zumeist in kaiserlichen Diensten betrieben hatte. Bei der zentralen Darstellung des Grafen soll es sich um die erste „monumentale Sitzfigur nach dem Vorbild Michelangelos“ eines deutschen Bildhauers handeln.
(Nikitsch, Nr. 38): Rechts daneben erhebt sich an der nördlichen Seite des Chores das prachtvolle Epitaph Graf Friedrich Magnus von Erbach (gestorben 1618) und seiner beiden Ehefrauen. Er ist liegend in Prunkrüstung dargestellt, den Hintergrund darüber bilden Allegorien der Chemie, Geometrie und Astronomie (linke Seite) sowie Darstellungen von Musikinstrumenten auf der rechten Seite. Es wurde 1619 ebenfalls bei Michael Kern in Auftrag gegeben, 1620 vollendet und kostete schließlich 570 Gulden.
(Nikitsch, Nr. 42): Ihm gegenüber steht an der Südseite des Chorraumes das prachtvolle Renaissancegrabmal Graf Georg III. von Erbach. Er starb 1605 und war der Vater von Johann Casimir und Friedrich Magnus. Mit seinen insgesamt vier Ehefrauen zeugte er 25 Kinder. Das reich gearbeitete und sehr fein ausgeführte Epitaph wurde von einem Heilbronner Meister in den Jahren 1609 bis 1611 geschaffen. Den Sockel bilden fünf Karyatiden, zwischen denen Schrifttafeln mit Bibel-Zitaten eingefügt sind. Sie tragen eine Art Tisch, auf dem die lebensgroße Porträtfigur des Verstorbenen liegt; Georg III. wird in Rüstung und mit zum Gebet erhobenen Händen dargestellt. Im oberen Teil des Epitaphs befindet sich zentral die Grabinschrift. Drei Reliefs erzählen das Leben Jesu Christi: Geburt (links), Auferstehung (rechts) und Himmelfahrt (Mitte). Dazwischen stehen zwei allegorische Frauenstatuen, welche Nächstenliebe (caritas, links) und Glauben (fides, rechts) darstellen. Um sie herum und zwischen ihnen sind weitere Figuren, Putti, Wappen und Inschriften gruppiert. Bekrönt wird das Epitaph von einem vielfach gegliederten Giebel mit dem Wappen der Grafen von Erbach, biblischen Figuren und ganz oben einer Darstellung der Dreifaltigkeit. Das aus Alabaster gefertigte Grabmal musste schon 1624 erstmals repariert werden, manche Details wurden dabei aus Gips erneuert.
(Nikitsch, Nr. 43): Das einzige hölzerne Grabdenkmal hängt in einer Nische in der Südwand des Vorchors. Es stammt aus der Zeit um 1620 und ist ein Kenotaph, mit dem Amtmann Michael Scherffer von Scherffenstein und sein Schwiegersohn, der Hammerherr Heinrich Liveherr, ihrer verstorbenen Familienangehörigen gedachten. Die unteren Gemälde zeigen die Familien der Stifter unter dem Kreuz kniend, das obere die Auferstehung Christi. Der reich beschnitzte Rahmen greift auf dieselbe Ornamentik zurück wie die drei großen steinernen Grabmale der gräflichen Arbeitgeber von Scherffer und Liveherr.

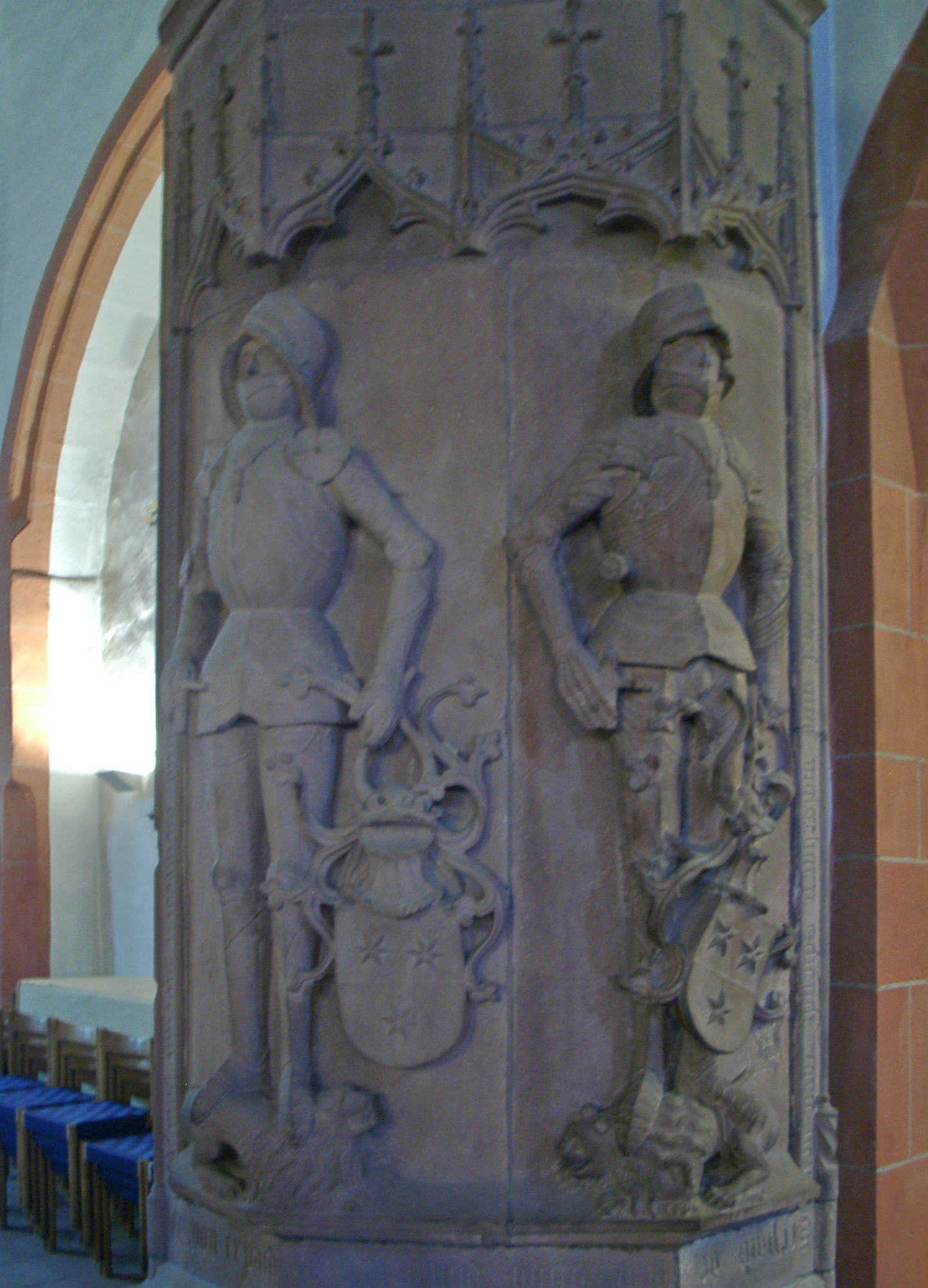
Doppelepitaph für die Schenken Philipp I. und Georg I. von Erbach, südliche Seite des Triumphbogens

 (Nikitsch, Nr. 45): Am südlichen Mauerwerk des aufsteigenden Triumphbogens befindet sich eines der auffälligsten Grabmale der Kirche. Es handelt sich um den Doppelgrabstein für zwei Erbacher Schenken, den 1461 gestorbenen Philipp I. von Erbach und seinen Sohn Georg I., der 1481 gestorben ist. Beide stehen in Rüstungen des 15. Jahrhunderts jeweils auf einer Löwenfigur. Die in gotischen Minuskeln mit Frakturversalien umlaufenden Inschriften lauten: Anno – d(omini) – M – ccc – lxi - / vff – Sant Sebastian tag ist gestorben der edel vnd wohlgeborn schenck philips / her von erpach de(m) got gnod. Die andere Inschrift: Anno – domini – M – lxxxi vff sant gedravten tag starb der edel und wolgeborn schenck Jorg her von erpach de(m) got gnod. Die erste Inschrift verläuft gegen den Uhrzeigersinn, die zweite entspricht ihm. Das könnte darauf hindeuten, dass der ausführende Bildhauer Hans Eseler ursprünglich beabsichtigt haben könnte, das Denkmal als liegende Tumba zu errichten. Das Grabmal war ursprünglich an dem nächstgelegenen Pfeiler des Mittelschiffs angebracht, was die zweifache Brechung der Grundplatte erklärt.
Auf der rechten (südlichen) Seite der Kirche sind sehenswert:
(Nikitsch, Nr. 49): An der Ostwand der Eberhardskapelle hängt unterhalb des Gewölbes das Epitaph des Schenken/Grafen Eberhard XIII. von Erbach (1532 in den Grafenstand erhoben und 1539 gestorben) und seiner Frau, Gräfin Maria von Wertheim (gestorben 1553). Das Ehepaar hatte den Auftrag für den kleinen Anbau an das Südseitenschiff erteilt, unter dem sich eine (nicht zugängliche) Gruft befindet. Die streng symmetrisch aufgebaute Grabplatte zeichnet sich durch ihre prachtvolle Renaissance-Ornamentik aus.
(Nikitsch, Nr. 55): Unter der Reihe barocker Grabplatten an der Südwand ist auf jene aus hellem Sandstein hinzuweisen, obwohl sie lediglich von dekorativer Qualität ist. Graf Georg Albrecht I. von Erbach war 1617/18 auf seiner Kavaliersreise in den Mittelmeerraum entführt und erst nach monatelanger Haft in Tunis gegen eine hohe Lösegeldzahlung wieder freigelassen worden. Seinem Vater Georg III. und seinen Brüdern Friedrich Magnus und Johann Casimir waren die prächtigen Epitaphe im Chor errichtet worden. Für ein weiteres für Georg Albrecht I. blieb am Ende des Dreißigjährigen Krieges – er starb 1647 – kein Geld mehr übrig, denn die Grafschaft war entvölkert und ausgeplündert. Außerdem hatte sich die Sepulkralkultur geändert: Großer Prunk war im Bestattungswesen aus der Mode gekommen.

### Orgeln

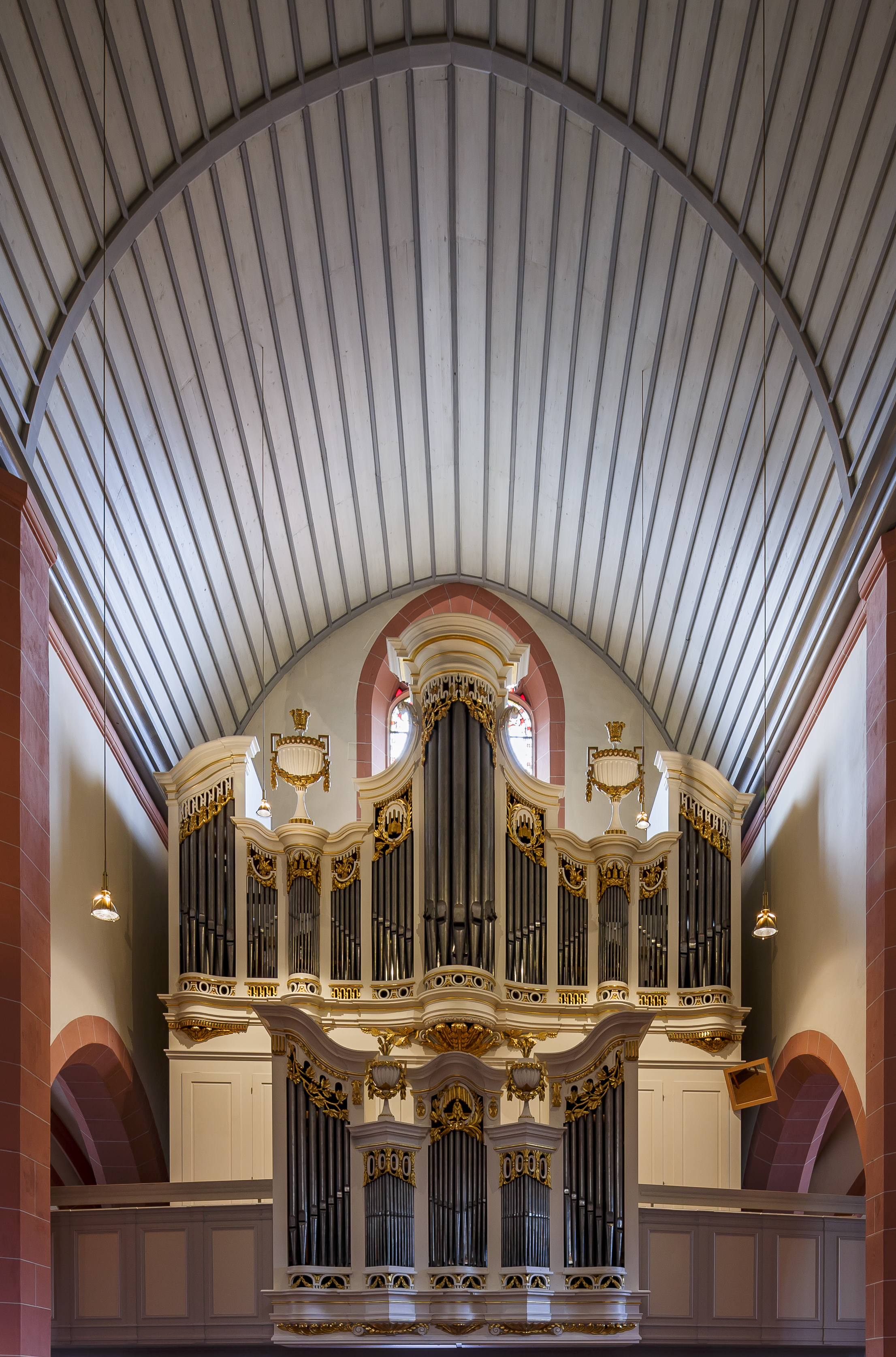
Die Orgel auf der Westempore

Gesichert ist, dass die Kirche ab dem 17. Jahrhundert eine Orgel hatte; eine entsprechende Rechnung aus dem Jahr 1610 über ausgeführte Reparaturarbeiten gibt hiervon Zeugnis. Dieses Instrument wurde anscheinend erst 1807 durch eine Stummorgel ersetzt, die auf einer Empore unter dem Triumphbogen stand und den Blick in den Chorraum verstellte. Der Neubau der Firma Steinmeyer von 1910 erfolgte im Gehäuse der Stummorgel, sie wurde aber oberhalb des Triumphbogens angebracht. Die vierte Orgel wurde 1969 von der Firma Werner Bosch, Niestetal, fertiggestellt und fand ihren Platz auf der Westempore vor dem einzigen Fenster des Mittelschiffs. Sie hatte 32 Register auf drei Manualen und Pedal. 1998/1999 wurde unter Verwendung einzelner Register der beiden Vorgängerorgeln von Thomas Jann Orgelbau die fünfte Orgel erstellt, die 42 Register auf drei Manualen enthält und regelmäßig während des Michelstädter Orgelsommers in Konzerten zu hören ist. 2012 wurde die Orgel um ein Register und eine Koppel erweitert. Sie hat jetzt die Disposition:
| I Rückpositiv C–g3 |       |
| Holzgedackt        | 8′    |
| Gemshorn           | 8′    |
| Prinzipal          | 4′    |
| Rohrflöte          | 4′    |
| Octav              | 2′    |
| Sifflöte           | 1 ⁄3′ |
| Sesquialtera II    | 2 ⁄3′ |
| Cimbel III         | 1′    |
| Krummhorn          | 8′    |
| Tremulant          |       |

| II Hauptwerk C–g3 |       |
| Bourdon           | 16′   |
| Prinzipal         | 8′    |
| Gedeckt           | 8′    |
| Viol da Gamba     | 8′    |
| Octav             | 4′    |
| Blockflöte        | 4′    |
| Quinte            | 2 ⁄3′ |
| Superoctav        | 2′    |
| Mixtur I IV       | 2′    |
| Mixtur II II      | 1⁄2'  |
| Cornett V (ab g°) | 8′    |
| Trompete          | 8′    |

| III Schwellwerk C–g3 |        |
| Bourdon              | 16′    |
| Hohlflöte            | 8′     |
| Voix céleste         | 8′     |
| Metallgedackt        | 8′     |
| Prinzipal            | 4′     |
| Gedacktflöte         | 4′     |
| Nasat                | 2 ⁄3′  |
| Octav                | 2′     |
| Terz                 | 1 3⁄5′ |
| Fourniture IV–V      | 2′     |
| Fagott               | 16′    |
| Oboe                 | 8′     |
| Tremulant            |        |

| Pedal C–f1     |         |
| Violon         | 16′     |
| Subbaß         | 16′     |
| Quintbaß       | 10 2⁄3′ |
| Spitzflöte     | 8′      |
| Cello          | 8′      |
| Choralbaß      | 4′      |
| Hintersatz III | 2 ⁄3′   |
| Posaune        | 16′     |
| Trompete       | 8′      |

- Koppeln: I/II, III/I, III/II, I/P, II/P, III/P
- Spielhilfen: 4 × 64fache Setzeranlage

Neben der Hauptorgel gibt es ein bewegliches Orgelpositiv, das Elmar Krawinkel im Jahr 2000 baute. Das Instrument verfügt über drei Register auf einem Manual. Ein quadratisches Pfeifenfeld wird von zwei hochrechteckigen Flachfeldern flankiert. Die mittlere Orgelpfeife ist bossiert. Die Pfeifenfelder werden oben von durchbrochenem Rankenschnitzwerk abgeschlossen. Die Disposition lautet wie folgt:
| Manual C–g3 |    |
| Gedackt     | 8′ |
| Rohrflöte   | 4′ |
| Principal   | 2′ |

## Glocken
Die ursprünglich vier Glocken der Kirche wurden ab 1535 bis 1542 gegossen. Bei einem Brand 1825 sprangen sie und wurden umgegossen. Sie wurden, bis auf die Totenglocke, 1941 abtransportiert, kehrten aber 1948 wieder zurück. 1913 wurde von einem in die USA ausgewanderten Michelstädter Bürger, Friedrich Braun, ein Glockenspiel von 28 Glocken gestiftet. Auch sie wurden im Zweiten Weltkrieg beschlagnahmt. Ein neues Glockenspiel konnte 1958 nach Durchführung einer Lotterie installiert werden; es spielt täglich um 7.30, 11.30, 15.30 und 19.30 Uhr festgelegte Melodien, darunter Üb' immer Treu und Redlichkeit. Das Glockenspiel kann auch von der Orgel aus angespielt werden. Während der Renovierung des Dachstuhls ab 2006 musste das Glockenspiel abgestellt werden, weil es die Dachkonstruktion in zu große Schwingungen versetzte.

## Nicolaus-Matz-Bibliothek (Kirchenbibliothek)
Im Kirchturm war bis 1978 die der Stadt Michelstadt gestiftete Bibliothek des gebürtigen Michelstädters und späteren Rektors der Universität Freiburg, Nicolaus Matz, untergebracht. Er starb 1513, die Stiftungsurkunde wurde 1499 ausgestellt. Er vermachte der Stadt insgesamt 117 Bücher, die an Ketten befestigt auf Pulten standen. Durch Schenkungen und Zukäufe des Erbacher Grafenhauses schließlich lagerten dort letztlich über 4000 Bände, von denen noch die Hälfte erhalten ist. Es handelt sich um zum Teil sehr wertvolle Inkunabeln des 15. Jahrhunderts, davon sind 159 überliefert und beschrieben. An mittelalterlichen Handschriften sind vierzehn bekannt und beschrieben. Im 18. Jahrhundert wurde der Büchereiraum als Wohnung des Turmwächters genutzt und die Bücher wurden unsachgemäß in die oberen Stockwerke des Turms verlagert. Heute ist die Bibliothek in einem eigens dafür hergerichteten Raum einer ehemaligen Poststation derer von Thurn und Taxis untergebracht. Viele Bände wurden in den vergangenen Jahrzehnten restauriert.